# Блаженное чрево
Ико́на Бо́жией Ма́тери «Блаже́нное чре́во» (Чрево рождения, Баргра́дская, Ба́рловская, Барба́рская — то есть происходящая из города Бари) — наименование иконы Богородицы, почитаемой в Русской православной церкви чудотворной. Празднование иконе совершается 26 декабря (по юлианскому календарю) и в день всех святых.

## История
Образ находился в Благовещенском соборе Московского Кремля и своё название получил по евангельским словам, обращённым к Иисусу Христу: «Блаженно чрево, носившее Тебя, и сосцы, Тебя питавшие» (Лк. 11:27). Сказание из сборника начала XVIII века приписывает иконе итальянское происхождение, сообщая, что она в 1392 году была принесена из «Бара града Римския области». Её считали образом стоявшим на гробнице с мощами Николая Чудотворца и почитали сделанной из «чудных разных многих древес». В описях собора икона в XIX веке называется «Барловская», что является искажённой формой от «Барградская», то есть происходящая из города Бари. В конце XIV века, сразу после её появления в Москве, икону украсили драгоценным окладом (находится на списке XVI века, хранящимся в Оружейной палате). В XVI веке был создан новый золотой оклад, который был утрачен в 1812 году при захвате французами Москвы. Его заменили серебряным окладом, который был изъят в 1920-е годы в ходе кампании по изъятию церковных ценностей. Сам оригинал иконы находился в Благовещенском соборе до 1924 года, после этого его судьба неизвестна.

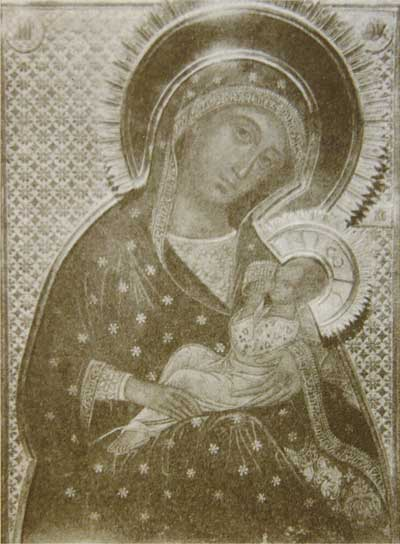
Утраченный оригинал иконы (фото 1910 года)
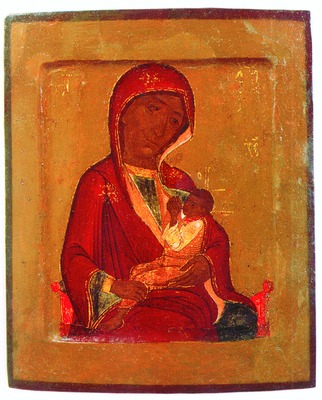
Список XVI века
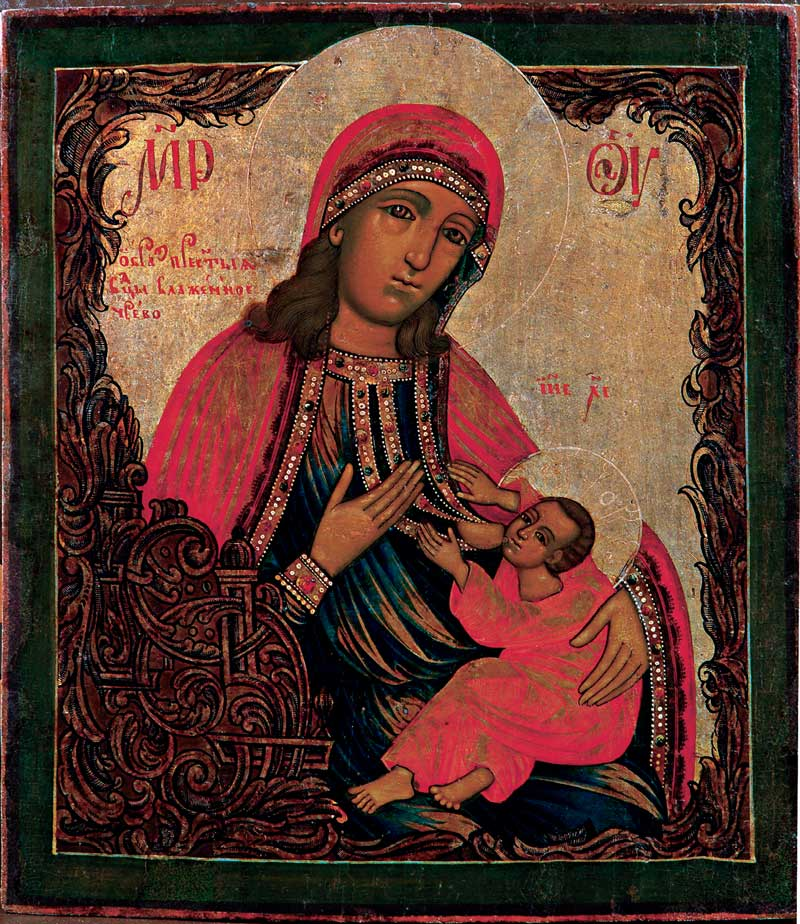
Список XVIII века

До революции в южно- и западнорусских областях Российской империи, а также в Сибири 26 и 27 декабря отмечали праздник повитух и рожениц Бабьи каши, который находит параллель в совершении 27 декабря (9 января) службы иконе «Чрева рождения».

## Иконография
Икона представляет собой иконографию «Млекопитательница», особенностью является то, что Богородица изображена сидящей на земле на подушке. Богомладенец прильнул к её груди и правой рукой придерживает её. По мнению Никодима Кондакова и Николая Лихачёва, икона имеет черты итальянской живописи, а орнамент на ней позволяет сделать вывод, что это копия с итальянского или далматинского оригинала 1-й трети XIV века.
Сохранились три списка с оригинальной иконы:
- список конца XVI века, написанный для Новодевичьего монастыря (на нём находится древний оклад оригинальной иконы), с 1927 года находится в Оружейной палате. Этот список является наиболее точным и по размерам доски и по композиции;
- икона-пядница второй половины XVI — конца XVII веков из пядничного ряда иконостаса Благовещенского собора. Богоматерь изображена на троне, мафорий не имеет звёзд;
- икона-пядница, написанная в 1664 году иконописцем Иоанном Авксентьевым. Имеет надпись, содержащую историю создания иконы и её полностью искажённое наименование — «Хабаровская».